# 우부치촌
우부치촌(일본어: 烏淵村)은 일본 군마현 우스이군에 설치되었던 촌이다. 현재의 다카사키시에 해당한다.